# الكيمياء الكهربائية للنظير
الكيمياء الكهربائية للنظير هو فرع من فروع الكيمياء الكهربية يتعلق بمواضيع متعددة مثل الفصل الكهروكيميائي للنظائر، التحديد الكهروكيميائي للنظير يغير ثوابت الاتزان، التأثير الحركي الكهروكيميائي للنظير، مستشعرات النظير الكهروكيميائية والخ.
- يعتبر نطاق نشط من التقصي والتحري. حيث يتداخل مع العديد من النطاقات النظرية والعملية الأخرى مثل الهندسة النووية، الكيمياء الإشعاعية، التكنولوجيا الكهروكيميائية، الكيمياء الأرضية، المستشعرات والأجهزة.